# Disney Junior (América Latina)
O Disney Junior é um canal de televisão a cabo, era uma versão do canal homônimo de propriedade da The Walt Disney Company (América Latina), transmitido em toda a América Latina. e era transmitido em três feeds identificados como Pacand, Sur e Brasil, é comercializado para pré-escolares. O Disney Junior é operado pela Disney & ESPN Media Networks e The Walt Disney Company, ambas da The Walt Disney Company, assim como é distribuído também na Europa e Ásia. Foi lançado em Setembro de 2008 como Playhouse Disney. Anteriormente, era apenas um bloco de programação no período da manhã no Disney Channel (América Latina), onde ainda é um bloco de programação, como Disney Junior pelo Disney Channel. 
Os programas são muito parecidos com o canal Disney Junior e o Disney Junior no bloco Disney Channel nos Estados Unidos. No entanto, o canal também transmite programação não original.
O canal Playhouse Disney Channel começou sua transmissão no Brasil em setembro de 2008, nas operadoras de TV por assinatura TVA e Telefônica TV Digital.
Em dezembro de 2008, começou a ser distribuído na operadora Via Embratel. Em fevereiro de 2009, começou a ser exibido na operadora de TV por assinatura Nossa TV, no lugar da TVE Espanha. Está disponível também na Oi TV, Algar TV e Vivo TV. E hoje em dia, é chamado de Disney Junior desde de 1 de abril de 2011. No dia 4 de novembro de 2014, começou a ser exibido na Sky em HD no canal 295. A Sky é a primeira TV por assinatura no Brasil a transmitir o canal em HD.
Em Portugal, a mudança de bloco de programação para canal aconteceu em 1 de Novembro de 2012, com o lançamento do Disney Junior. Este veio substituir os extintos Disney Cinemagic e Disney Cinemagic HD. Juntamente com o Disney Junior, a Disney lançou o serviço "Disney Movies On Demand" na ZON.
Em 23 de dezembro de 2010, The Walt Disney Company (América Latina) anunciou que o canal seria substituído pelo Disney Junior em 2011, e o relançamento aconteceu em 1 de abril de 2011.
Em 10 de janeiro de 2022, é anunciado o seu fim no Brasil, junto com o Disney XD, Nat Geo Wild, Nat Geo Kids e Star Life devido a política de reestruturação da The Walt Disney Company. Apesar de sua extinção no país, o Disney Channel manteve o bloco de programação com o nome do canal em sua grade até o seu fim em fevereiro de 2025.

## História
O canal começou como um bloco de programação no período da manhã do Disney Channel, transmitindo uma programação original focada em pré-escolares. Uma produção original, produzido pela RGB Entertainment, chamado La Casa de Playhouse Disney (de Playhouse Disney House) foi ao ar no bloco, com dois hosts leitura de histórias e jogos com crianças, bem como a introdução da série. 
Em 1º de junho de 2008, a Disney e a ESPN Media Networks Latin America lançaram o Playhouse Disney Channel como um canal independente de 24 horas, inicialmente apenas na Argentina e no México, chegando a mais países da América Latina. O novo canal foi hospedado por Ooh & Aah, dois anfitriões de macacos. O bloco de programação no Disney Channel ainda é exibido no período da manhã, mas com uma programação reduzida.
O show da Playhouse Disney com os dois apresentadores foi retirado do bloco de programação e do canal, sendo totalmente substituído por Ooh e Aah desde 1º de junho de 2008 (na América Latina, Ooh e Aah eram apenas apresentadores). Esse segmento é renomeado La casa de Playhouse Disney no Brasil A Casa do Playhouse Disney (Playhouse Disney's House).
Em 23 de dezembro de 2010, The Walt Disney Company (América Latina) anunciou que o canal Playhouse Disney seria substituído pelo Disney Junior em algum momento de 2011.
O canal acompanha 24 horas de programação voltada para crianças em idade pré-escolar e recebe novos serviços on-line que permitem ver episódios inteiros, vídeos musicais e outros conteúdos nos sites, o novo Disney Junior também recebeu serviços móveis. Quando a Playhouse Disney na América Latina se transformou na Disney Junior, Ooh e Aah foram retirados do ar permanentemente.

## Feeds
O Disney Junior Latin America é dividido em dos feeds para suas diferentes transmissões, cada uma com horários e hosts diferentes.
- Disney Junior North: transmitindo no México, América Central, Caribe, Colômbia e Venezuela
- Disney Junior South: transmitindo na Argentina, Chile, Paraguai, Uruguai, Bolivia, Equador e Peru

## Lista de programas
Programas atuais

- Alice na Doceria das Maravilhas (2022)
- Bluey (20 de abril de 2020 - presente)
- Cãoventuras (21 de março de 2022 - presente)
- Dino Ranch (16 de janeiro de 2021 - presente)
- Doutora Brinquedos (4 de junho de 2012 – 18 de abril de 2020)
- Elena of Avalor (5 de novembro de 2016 – 24 de abril de 2021)
- Esquadrão Granja (14 de maio de 2021 - presente)
- A Guarda do Leão (9 de maio de 2016 – 3 de novembro de 2019)
- Mickey Mouse: Mix de Aventuras (8 de maio de 2017 – presente)
- A Casa do Mickey Mouse (2006 – 2016)
- Muppet Babies (23 de março de 2018 – 18 de fevereiro de 2022)
- Fancy Nancy Clancy (22 de outubro de 2018 - presente)
- Mira, a Detetive do Reino (20 de março de 2020 - 2022)
- T.O.T.S. (14 de junho de 2019 – 10 de junho de 2022)
- PJ Masks (18 de setembro de 2015 – presente)
- Puppy Dog Pals (5 de agosto de 2017 – presente)
- Spidey e seus amigos espetaculares (10 de janeiro de 2022 - presente)
- Rocketeer (8 de novembro de 2019 - 25 de julho de 2020)
- Rua Dálmatas 101 (18 de março de 2019 - 22 de fevereiro de 2020)
- Vampirina (2 de dezembro de 2017 – 2021)
- Mickey Mouse Funhouse (14 de fevereiro de 2022 – presente)
- A xerife Callie no oeste (20 de janeiro de 2014 - 13 de fevereiro de 2017)
- Princesinha Sofia (2012 - 2018)
- Jake e os piratas da terra do nunca (14 de fevereiro de 2011 - 2016)
- Selva sobre rodas (31 de março de 2008 - 2012)
- Mini Einsteins (9 de outubro de 2005 - 2010)
- Manny, mãos à obra (16 de setembro de 2006 - 2013)
- Agente espacial Urso (4 de abril de 2009 - 2012)
- Henry monstrinho (8 de fevereiro de 2013 - 2015)
- Mickey aventuras sobre rodas (15 de janeiro de 2017 - 1 de outubro de 2021)
- Art Attack (1990 - 20??)

Programas argentinos
- O Jardim da Clarilu (1 de abril de 2011 – 12 de dezembro de 2014)
- Junior Express (27 de julho de 2013 – presente)
- Morko e Mali (2016–presente)
- Nivis – Amigos de Outro Mundo (2019–presente)

## Disneylatino.com/Junior
O site foi lançado em 1º de junho de 2008 junto com o canal e substituindo o mini-site do bloco de programação no Disney Channel. Existem dois feeds, Zona Norte e Zona Sul.
O Brasil tem seu próprio site, Disney.com.br, Dentro do site, cada série tem seu próprio mini-site com informações e downloads sobre o programa. Diferentes jogos e atividades também estão disponíveis. Os usuários podem ouvir músicas dos shows, ler histórias ou ver programações.

### Disney Junior Video
O Disney Junior Video é um serviço de vídeo no qual os usuários podem ver a programação do canal. Ele usa o mesmo mecanismo e design semelhante ao Disney Channel Play no Disney Channel e Disney XD Play na Disney XD. É semelhante ao Disney Xtreme Digital nos Estados Unidos.

## Feedsna América Latina
O canal Disney Junior é dívidido em 3 feeds na América Latina, sendo eles:
- Disney Junior Norte: Transmitido para o México, América Central, Caribe, além de Colômbia e Venezuela.
- Disney Junior Sul: Transmitido para a Argentina, e para Toda América do Sul
- Disney Junior Brasil: Transmitido apenas para o Brasil.

## Ligacões externas
- Disney Junior Argentina
- Disney Junior México